# 小头橐吾
小头橐吾（学名：Ligularia microcephala）是菊科橐吾属的植物，是中国的特有植物。分布在中国大陆的云南等地，生长于海拔3,650米至4,300米的地区，一般生于山坡、林下或竹林，目前尚未由人工引种栽培。
其种加词“microcephala”意为“小头的”。